# Calonne-sur-la-Lys
Pour les articles homonymes, voir Calonne.
Calonne-sur-la-Lys est une commune française située dans le département du Pas-de-Calais en région Hauts-de-France. Ses habitants sont appelés les Calonnois. Sa population est de 1 578 habitants au recensement de 2022. La commune est membre de la communauté d'agglomération de Béthune-Bruay, Artois-Lys Romane.

## Géographie

### Localisation
Localisée dans l'est du département du Pas-de-Calais, limitrophe du département du Nord et située à l'extrême est du Lillérois, cette commune rurale de la plaine de la Lys située à 16 mètres d'altitude est traversée par la rivière la Clarence. La Vieille-Lys sert de frontière avec le département du Nord.
La plus grande ville à proximité de Calonne-sur-la-Lys est la ville de Béthune (chef-lieu d'arrondissement) située au sud de la commune à 10 kilomètres à vol d'oiseau.
Le territoire de la commune est limitrophe de ceux de six communes, dont une, Merville, située dans le département du Nord.
Les communes limitrophes sont Merville, Lestrem, Mont-Bernanchon, Robecq, Saint-Floris et Hinges.

### Géologie et relief
La superficie de la commune est de 11 km2 ; son altitude varie de 13  à   19 m.

### Hydrographie
Le territoire de la commune est situé dans le bassin Artois-Picardie. Il est drainé par dix cours d'eau :
- la Clarence, d'une longueur de 33 km, qui prend sa source dans la commune de Sains-lès-Pernes et se jette dans la Vieille Lys aval au niveau de la commune[4],[5] ;
- le Grand Nocq, d'une longueur de 11 km, qui prend sa source dans la commune de Chocques et se jette dans la Clarence au niveau de la commune[6] ;
- la Vieille Lys aval, d'une longueur de 11 km, qui prend sa source dans la commune de Haverskerque et se jette dans la Lys, au niveau de la commune de Merville[5] ;
- le Turbeauté 1, d'une longueur de 10,36 km[7] ;
- le courant de la Demingue, d'une longueur de 7 km, qui prend sa source dans la commune de Saint-Venant et se jette dans la Lys, au niveau de la commune de Merville[8] ;
- le courant d'hannebecque, d'une longueur de 3 km, qui prend sa source dans la commune de Hinges et se jette dans le Grand Nocq, au niveau de la commune de Mont-Bernanchon[9] ;
- la rivière la vieille Lys, d'une longueur de 1,38 km[10] ;
- et trois petits cours d'eau au toponyme hydrographique inconnu[11],[12],[13].

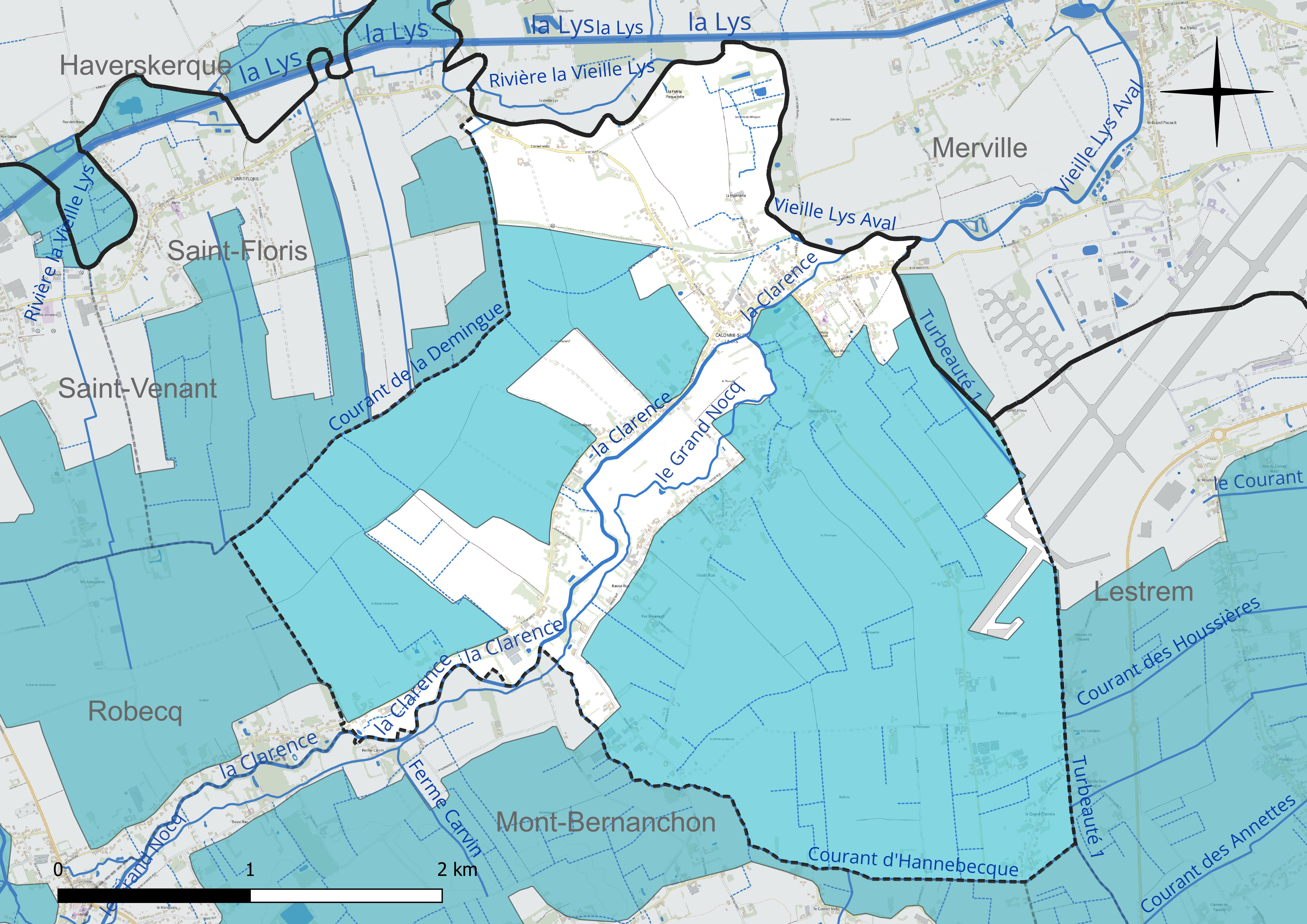
Réseau hydrographique de Calonne-sur-la-Lys.

### Climat
Pour des articles plus généraux, voir Climat des Hauts-de-France et Climat du Pas-de-Calais.
En 2010, le climat de la commune est de type climat océanique dégradé des plaines du Centre et du Nord, selon une étude du CNRS s'appuyant sur une série de données couvrant la période 1971-2000. En 2020, Météo-France publie une typologie des climats de la France métropolitaine dans laquelle la commune est exposée à un climat océanique et est dans la région climatique Côtes de la Manche orientale, caractérisée par un faible ensoleillement (1 550 h/an) ; forte humidité de l’air (plus de 20 h/jour avec humidité relative > 80 % en hiver), vents forts fréquents.
Pour la période 1971-2000, la température annuelle moyenne est de 10,7 °C, avec une amplitude thermique annuelle de 14,1 °C. Le cumul annuel moyen de précipitations est de 688 mm, avec 11,7 jours de précipitations en janvier et 8,6 jours en juillet. Pour la période 1991-2020, la température moyenne annuelle observée sur la station météorologique la plus proche, située sur la commune de Lillers à 12 km à vol d'oiseau, est de 11,1 °C et le cumul annuel moyen de précipitations est de 731,5 mm,. Pour l'avenir, les paramètres climatiques de la commune estimés pour 2050 selon différents scénarios d'émission de gaz à effet de serre sont consultables sur un site dédié publié par Météo-France en novembre 2022.

### Milieux naturels et biodiversité

#### Espèces faunistiques et floristiques
Le site de l’Inventaire national du patrimoine naturel (INPN) recense 270 espèces faunistiques et floristiques sur le territoire de la commune dont 31 protégées et 14 menacées et quasi-menacées.

## Urbanisme

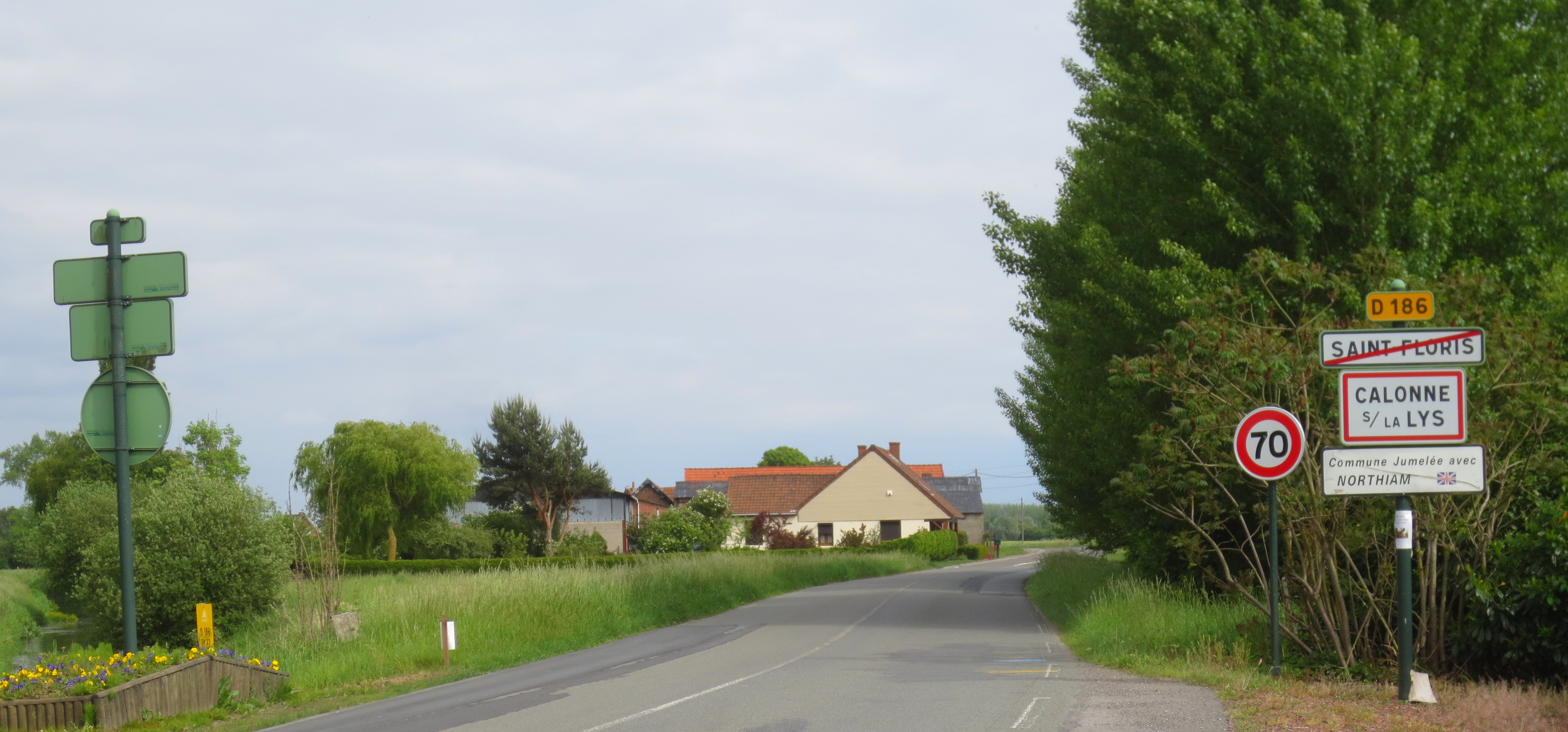
Une entrée de la commune.

### Typologie
Au 1er janvier 2024, Calonne-sur-la-Lys est catégorisée commune rurale à habitat dispersé, selon la nouvelle grille communale de densité à sept niveaux définie par l'Insee en 2022.
Elle appartient à l'unité urbaine de Béthune, une agglomération inter-départementale regroupant 94  communes, dont elle est une commune de la banlieue,,. La commune est en outre hors attraction des villes,.

### Occupation des sols
L'occupation des sols de la commune, telle qu'elle ressort de la base de données européenne d’occupation biophysique des sols Corine Land Cover (CLC), est marquée par l'importance des territoires agricoles (90,9 % en 2018), une proportion sensiblement équivalente à celle de 1990 (91,6 %). La répartition détaillée en 2018 est la suivante : 
terres arables (79,7 %), zones urbanisées (7,4 %), prairies (6,9 %), zones agricoles hétérogènes (4,3 %), zones industrielles ou commerciales et réseaux de communication (1,7 %). L'évolution de l’occupation des sols de la commune et de ses infrastructures peut être observée sur les différentes représentations cartographiques du territoire : la carte de Cassini (XVIIIe siècle), la carte d'état-major (1820-1866) et les cartes ou photos aériennes de l'IGN pour la période actuelle (1950 à aujourd'hui).

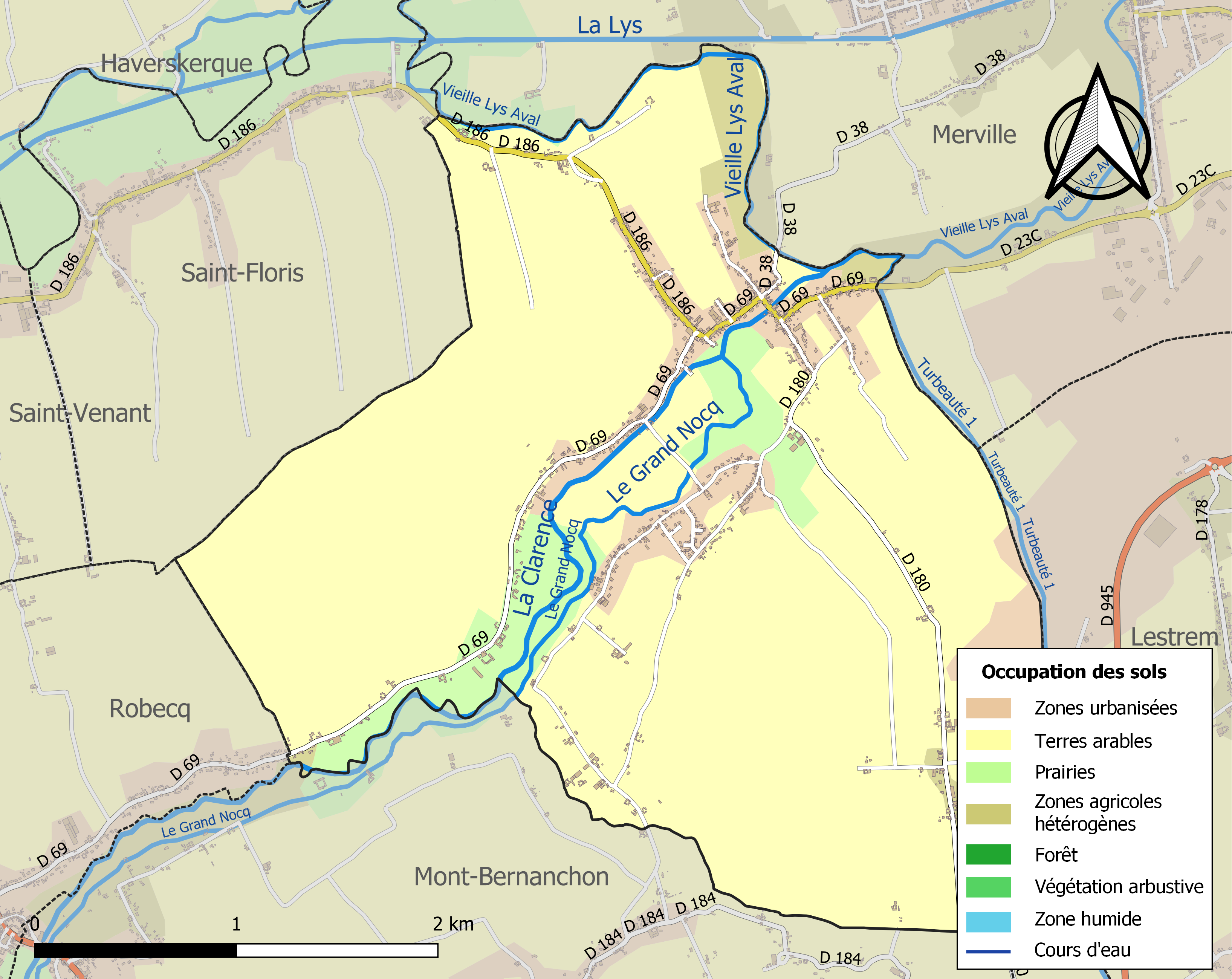
Carte des infrastructures et de l'occupation des sols de la commune en 2018 (CLC).

### Voies de communication et transports

#### Voies de communication
La commune est desservie par les routes départementales D 38, D 69 et D 186.

#### Transport ferroviaire
La commune se trouve à 14 km de la gare de Béthune, située sur les lignes d'Arras à Dunkerque-Locale et de Fives à Abbeville, desservie par des TGV inOui et des trains TER Hauts-de-France.

#### Transport aérien
Sur la commune se trouve l'aéroport de Merville - Calonne utilisé pour la formation de pilotes professionnels et de techniciens en maintenance aéronautique et pour la pratique d’activités de loisirs et de tourisme (aviation légère, aviation commerciale, hélicoptère et aéromodélisme).

## Toponymie
| Formes successives du nom attestées pour la localité, - Calona, 1193 (abb. de Ham, l. 1) - Calonia, 1202 (Duchesne, mon de Béthune, pr., p. 53) - Calonne, 1207 (chap. d’Arr., c. A) - Kalona super fluvium Lis, 1252 (abb. d’Etrun) - Calonne supra Liciam, 1259 (cart. des chapelains d’Arr., fo 36 ro ; 37 vo) - Calona supra Lisiam, 1265 (ch. de Saint-Bert., no 1094) - Kalonne, 1387 (cart. de Marœuil, fo 86 vo) - Calonne-sur-le-Lis, 1356 (ch. de Saint-Bert., no 1683) - Callonne-sur-la-Lys, 1556 (Épigr., con de Lillers, p. 28) - Calonne sur la Lys, 1793 (An II) - Colonne-sur-la-Lys et Calonne-sur-la-Lys, 1801 (Bulletin des lois) |

Son nom viendrait de Cala (maison) et Onna (eau). Calonna en 1193 (abb. de Ham, l. 1).
La Lys est une rivière du Nord de la France et de Belgique, affluent en rive gauche de l'Escaut qu'elle rejoint à Gand.

## Histoire
Dans les années 1220, l'église d'Ypres possède des biens à Calonne. En 1223, l'abbé de l'abbaye Saint-Aubert de Cambrai et le chanoine de cette ville, maître Jean de Hermes (Hérinnes?), nommés arbitres, condamnent les actes de violence commis à Calonne par le chevalier B. de Haverskerque (Boidin de Haverskerque?) au préjudice de l'église d'Ypres.
Au XVIe siècle, la principale culture était celle du lin, les marais étant utilisés pour le rouissage, technique de trempage pour séparer la fibre textile. Aujourd'hui, les terres de la commune sont idéales pour la culture du lingot du Nord, haricot blanc qui a reçu le label rouge en mars 1999. Ne pas rater la foire aux lingots du Nord avec démonstrations de séchage sur perroquets, battage, triage... et repas à base de lingots.
La commune est décorée de la croix de guerre 1914-1918 par décret du 25 septembre 1920, distinction également attribuée à 276 autres communes du Pas-de-Calais.

## Politique et administration

### Découpage territorial
La commune se trouve dans l'arrondissement de Béthune du département du Pas-de-Calais.

#### Commune et intercommunalités
La commune était membre de la communauté de communes Artois-Lys, créée en 1992. Celle-ci fusionne avec d'autres intercommunalités le 1er janvier 2017 pour former la communauté d'agglomération de Béthune-Bruay, Artois-Lys Romane, dont la commune est désormais membre. Cette communauté d'agglomération regroupe 100 communes et compte 275 327 habitants en 2021.

#### Circonscriptions administratives
La commune fait partie depuis 1801 du canton de Lillers, dont le territoire a été modifié dans le cadre du redécoupage cantonal de 2014.

#### Circonscriptions électorales
Pour l'élection des députés, la commune fait partie de la neuvième circonscription.

### Élections municipales et communautaires

#### Liste des maires
| Période                                  | Période                   | Identité         | Étiquette | Qualité                                                         |
| ---------------------------------------- | ------------------------- | ---------------- | --------- | --------------------------------------------------------------- |
| Les données manquantes sont à compléter. |                           |                  |           |                                                                 |
| avant 1995                               | ?                         | César Tancre     |           |                                                                 |
| Les données manquantes sont à compléter. |                           |                  |           |                                                                 |
| mars 2001                                | juin 2003                 | Christian Ecolan |           | Décédé en fonction                                              |
| juin 2003                                | septembre 2016,           | Gilles Mouquet,  |           | vice-président de la CC Artois-Lys (2014 → 2016) Démissionnaire |
| décembre 2016,                           | En cours (au 29 mai 2020) | Dominique Queste |           | Réélu pour le mandat 2020-2026                                  |

### Jumelages
La commune est jumelée avec :
| Ville | Ville     | Pays | Pays        | Période     |
| ----- | --------- | ---- | ----------- | ----------- |
|       | Northiam, |      | Royaume-Uni | depuis 1996 |

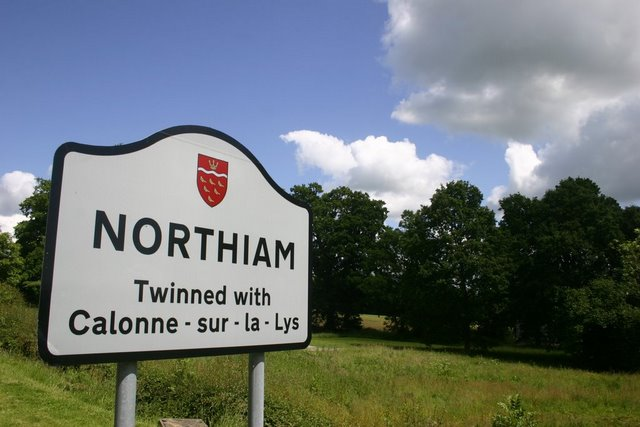
Panneau à Northiam.

## Équipements et services publics

### Justice, sécurité, secours et défense
La commune dépend du tribunal judiciaire de Béthune, du conseil de prud'hommes de Béthune, de la cour d'appel de Douai, du tribunal de commerce d'Arras, du tribunal administratif de Lille, de la cour administrative d'appel de Douai et du tribunal pour enfants de Béthune.

## Population et société

### Démographie
Les habitants de la commune sont appelés les Calonnois.

#### Évolution démographique
L'évolution du nombre d'habitants est connue à travers les recensements de la population effectués dans la commune depuis 1793. Pour les communes de moins de 10 000 habitants, une enquête de recensement portant sur toute la population est réalisée tous les cinq ans, les populations de référence des années intermédiaires étant quant à elles estimées par interpolation ou extrapolation. Pour la commune, le premier recensement exhaustif entrant dans le cadre du nouveau dispositif a été réalisé en 2007.

En 2022, la commune comptait 1 578 habitants, en évolution de +0,83 % par rapport à 2016 (Pas-de-Calais : −0,72 %, France hors Mayotte : +2,11 %).
| 1793  | 1800  | 1806  | 1821  | 1831  | 1836  | 1841  | 1846  | 1851  |
| ----- | ----- | ----- | ----- | ----- | ----- | ----- | ----- | ----- |
| 1 370 | 1 185 | 1 199 | 1 404 | 1 508 | 1 536 | 1 598 | 1 616 | 1 612 |

| 1856  | 1861  | 1866  | 1872  | 1876  | 1881  | 1886  | 1891  | 1896  |
| ----- | ----- | ----- | ----- | ----- | ----- | ----- | ----- | ----- |
| 1 623 | 1 615 | 1 633 | 1 659 | 1 662 | 1 621 | 1 633 | 1 640 | 1 594 |

| 1901  | 1906  | 1911  | 1921  | 1926  | 1931  | 1936  | 1946  | 1954  |
| ----- | ----- | ----- | ----- | ----- | ----- | ----- | ----- | ----- |
| 1 541 | 1 565 | 1 506 | 1 150 | 1 145 | 1 114 | 1 107 | 1 127 | 1 189 |

| 1962  | 1968  | 1975  | 1982  | 1990  | 1999  | 2006  | 2007  | 2012  |
| ----- | ----- | ----- | ----- | ----- | ----- | ----- | ----- | ----- |
| 1 214 | 1 193 | 1 134 | 1 366 | 1 493 | 1 508 | 1 583 | 1 594 | 1 622 |

| 2017  | 2022  | - | - | - | - | - | - | - |
| ----- | ----- | - | - | - | - | - | - | - |
| 1 545 | 1 578 | - | - | - | - | - | - | - |

#### Pyramide des âges
En 2018, le taux de personnes d'un âge inférieur à 30 ans s'élève à 34,3 %, soit en dessous de la moyenne départementale (36,7 %). À l'inverse, le taux de personnes d'âge supérieur à 60 ans est de 25,2 % la même année, alors qu'il est de 24,9 % au niveau départemental.
En 2018, la commune comptait 762 hommes pour 777 femmes, soit un taux de 50,49 % de femmes, légèrement inférieur au taux départemental (51,5 %).
Les pyramides des âges de la commune et du département s'établissent comme suit.
| Hommes | Classe d’âge | Femmes |
| ------ | ------------ | ------ |
| 0,4    | 90 ou +      | 0,9    |
| 3,7    | 75-89 ans    | 6,6    |
| 19,5   | 60-74 ans    | 19,2   |
| 19,4   | 45-59 ans    | 18,6   |
| 22,5   | 30-44 ans    | 20,6   |
| 15,2   | 15-29 ans    | 15,2   |
| 19,3   | 0-14 ans     | 18,9   |

| Hommes | Classe d’âge | Femmes |
| ------ | ------------ | ------ |
| 0,5    | 90 ou +      | 1,6    |
| 5,6    | 75-89 ans    | 8,9    |
| 16,7   | 60-74 ans    | 18,1   |
| 20,2   | 45-59 ans    | 19,2   |
| 18,9   | 30-44 ans    | 18,1   |
| 18,2   | 15-29 ans    | 16,2   |
| 19,9   | 0-14 ans     | 17,9   |

#### Équipements

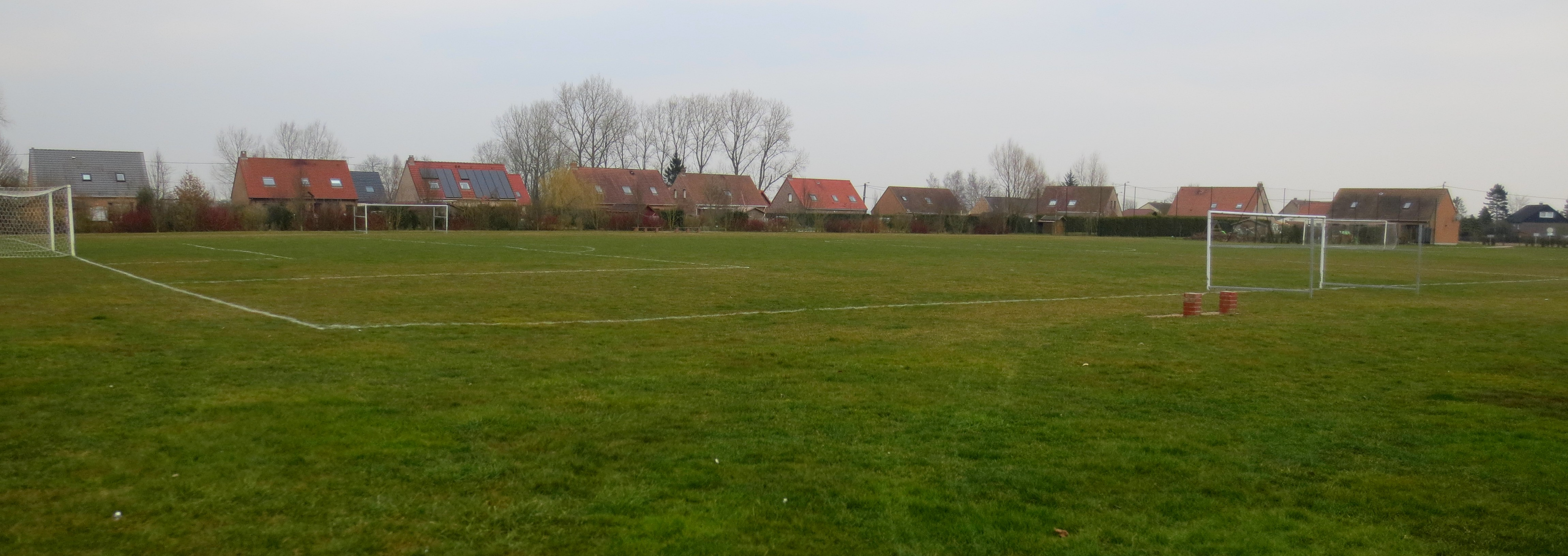
le stade.

## Culture locale et patrimoine

### Lieux et monuments
- L'église Saint-Omer.
- Le monument aux morts[50].
- Le monument aux morts de la Guerre d'Algérie et des territoires d’opérations extérieures (TOE, aujourd'hui OPEX).

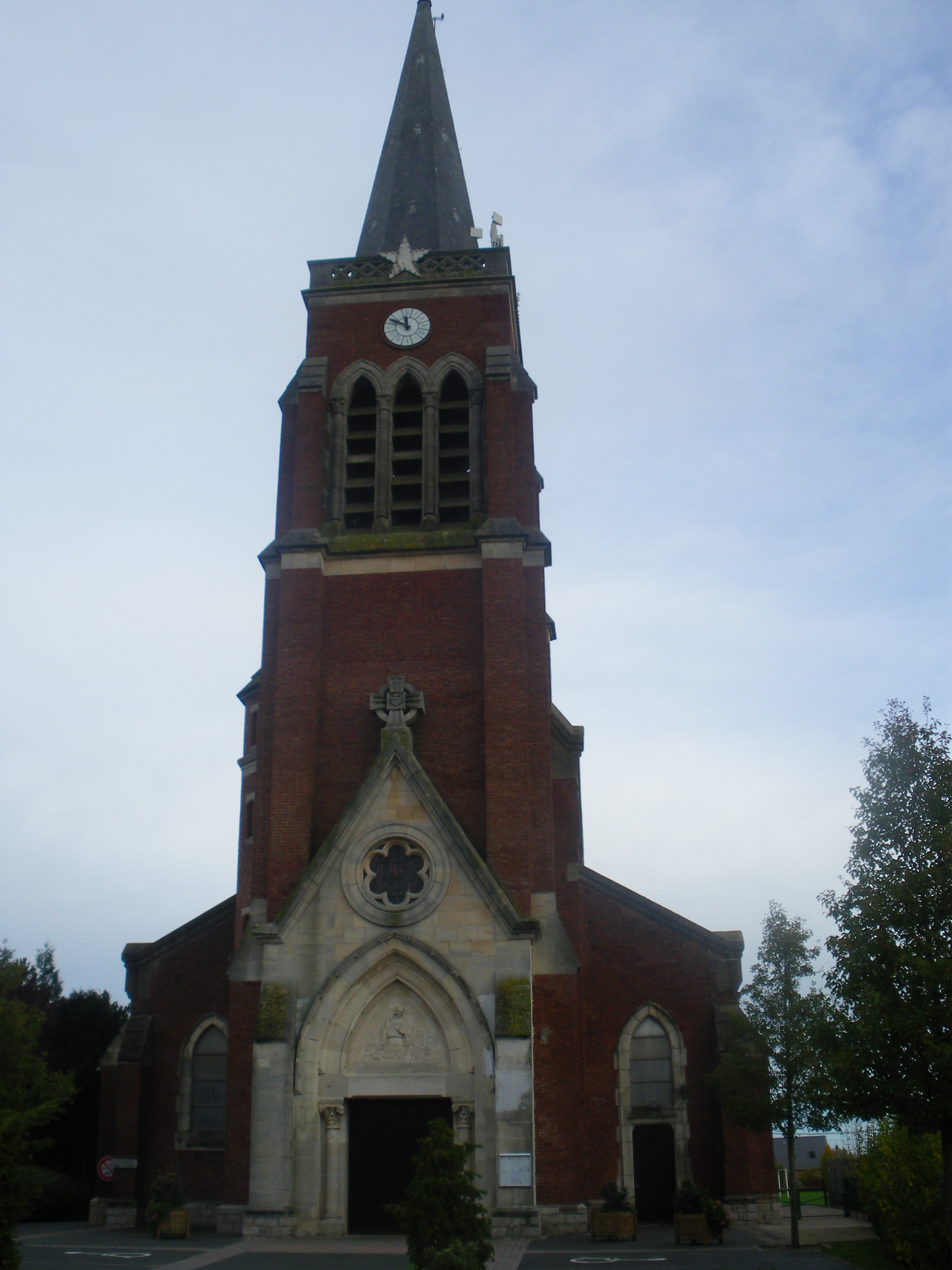
L'église Saint-Omer.
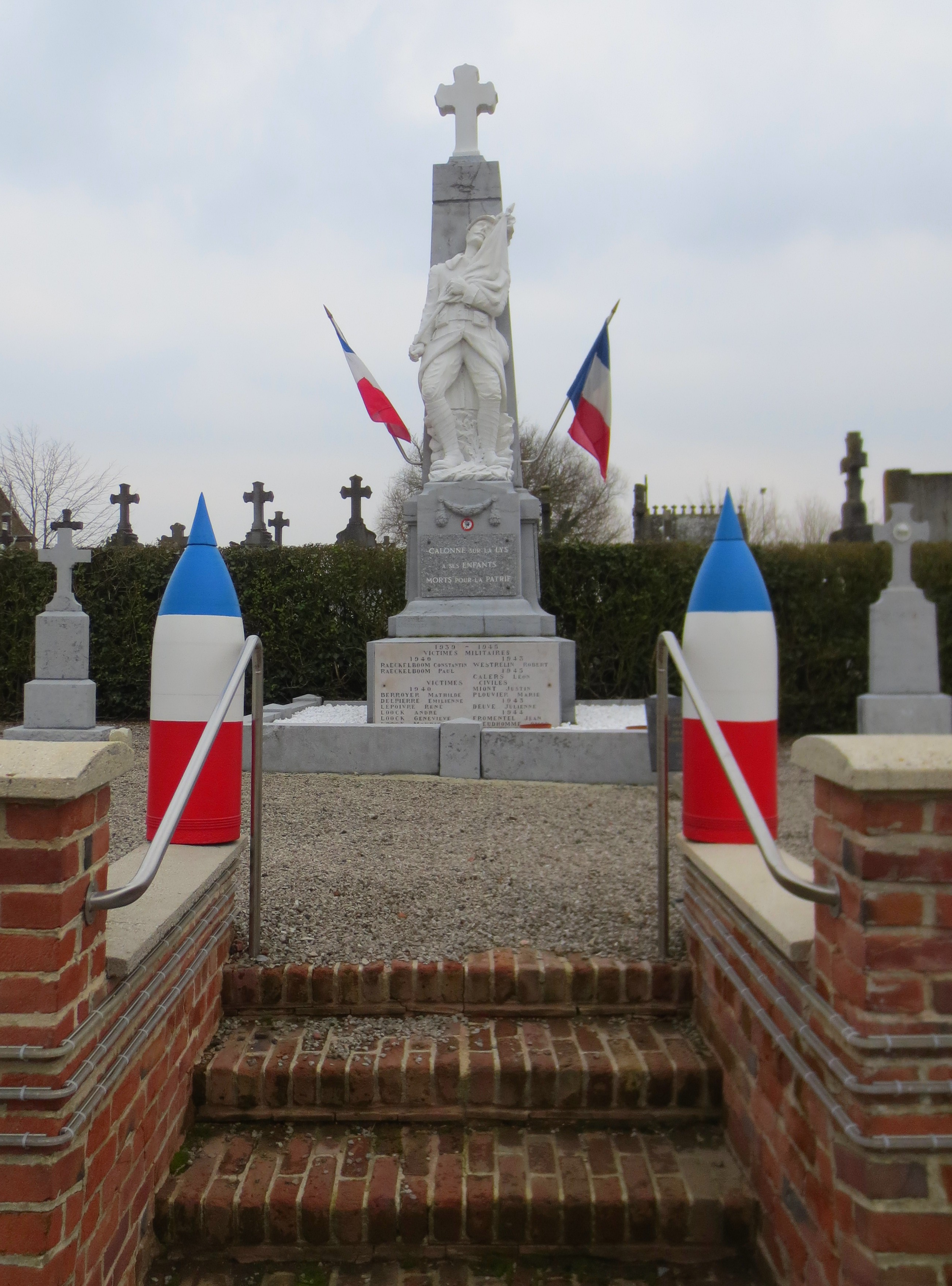
Le monument aux morts.
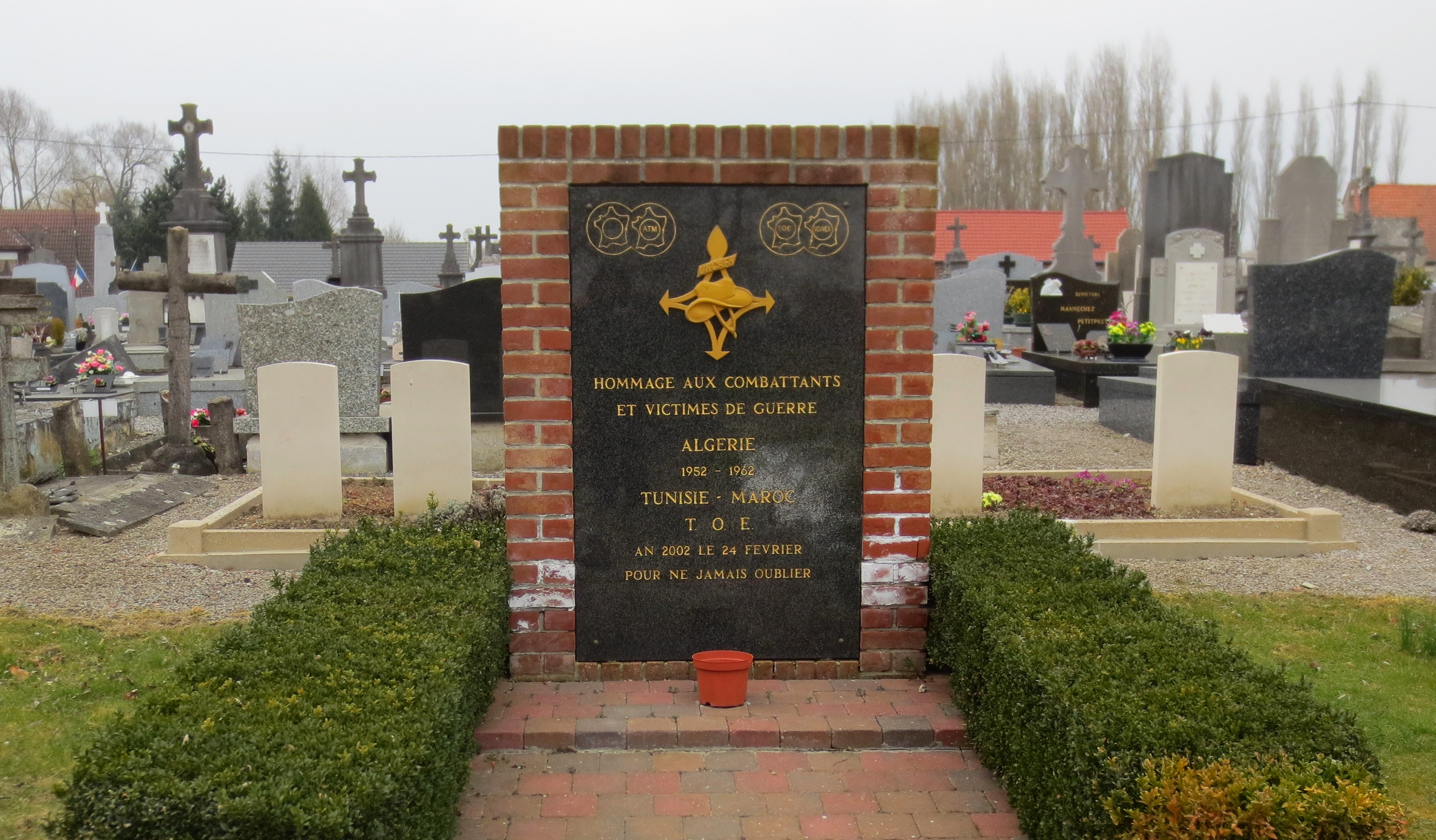
Le monument aux morts de la Guerre d'Algérie et TOE.

### Personnalités liées à la commune
- Robert Gaguin (1433-1501), religieux, diplomate, humaniste et historien, né à Calonne-sur-la-Lys.
- David Douche (1973-2015), acteur, né à Calonne-sur-la-Lys.

### Héraldique
| Blason de Calonne-sur-la-Lys | Blason  | D'azur au chevron d'or accompagné en chef de deux étoiles et en pointe d'un bouquet de quatre épis, le tout du même. Ornements extérieursCroix de guerre 1914-1918 |
| Blason de Calonne-sur-la-Lys | Détails | Le statut officiel du blason reste à déterminer. |

## Pour approfondir

#### Bases de données, dictionnaires et encyclopédies
- Ressources relatives à la géographie :   - Insee (communes)
  - Ldh/EHESS/Cassini
- Ressource relative à plusieurs domaines :   - Annuaire du service public français
- Notices d'autorité :   - VIAF
  - BnF (données)